# الكسندر فيشر
الكسندر فيشر (بالدنماركية: Alexander Fischer)‏ (16 سبتمبر 1986 في الدنمارك - ) هو لاعب كرة قدم دانمركي في مركز الدفاع. لعب مع نادي راندرس ونادي لينغبي ونادي فيبورج.

## وصلات خارجية
- الكسندر فيشر على موقع قاعدة بيانات كرة القدم.إي يو (الإنجليزية)
- الكسندر فيشر على موقع Soccerway.com (الإنجليزية)